# Stowarzyszenie Klon/Jawor
Stowarzyszenie Klon/Jawor – polskie stowarzyszenie apolityczne i nienastawione na zysk, którego głównym celem jest rozwój tolerancyjnego, aktywnego, twórczego, samoorganizującego się społeczeństwa.
Stowarzyszenie działa od 2000, wcześniej jako Bank Informacji o Organizacjach Pozarządowych przy Fundacji Bez Względu na Niepogodę.

## Prowadzone projekty
Stowarzyszenie Klon/Jawor prowadzi największy w Polsce portal organizacji pozarządowych www.ngo.pl. Portal ngo.pl publikuje około 100 informacji dziennie. Odwiedza go rocznie 3 mln użytkowników. W badaniach oglądalności stron internetowych Megapanel PBI/Gemius ngo.pl zajmuje 5. miejsce pod względem liczby użytkowników w kategorii witryn publicznych.
Wydaje raporty na temat kondycji społeczeństwa obywatelskiego w Polsce. Dostarcza informacji o samoorganizującym się społeczeństwie: organizacjach pozarządowych, ruchach obywatelskich, filantropii, wolontariacie oraz społecznym zaangażowaniu Polaków i Polek.